# Glenea disa
Glenea disa är en skalbaggsart som beskrevs av Aurivillius 1911. Glenea disa ingår i släktet Glenea och familjen långhorningar.
Artens utbredningsområde är Sarawak. Inga underarter finns listade i Catalogue of Life.